# Þríhnúkagígur

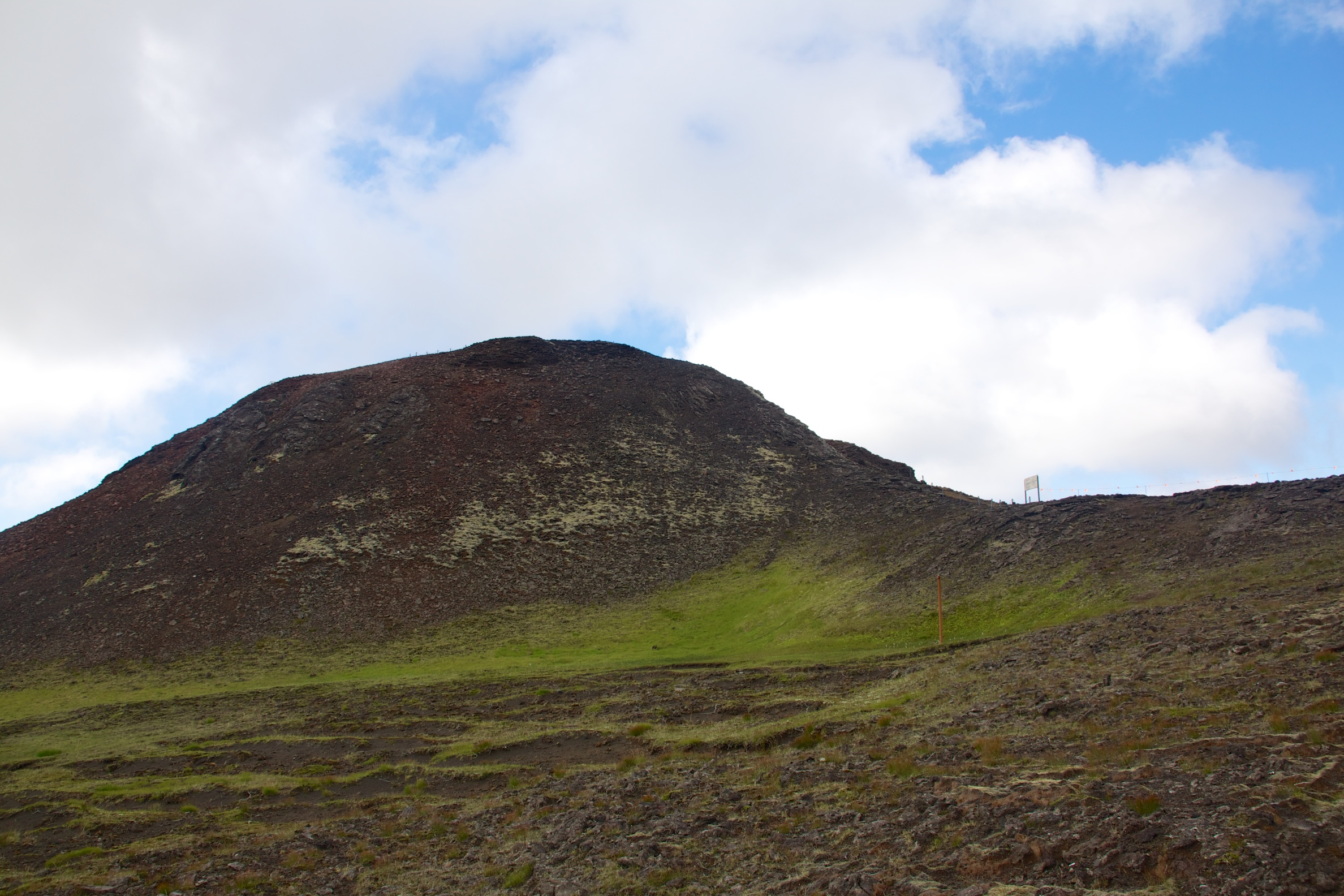
Þríhnúkagígur.

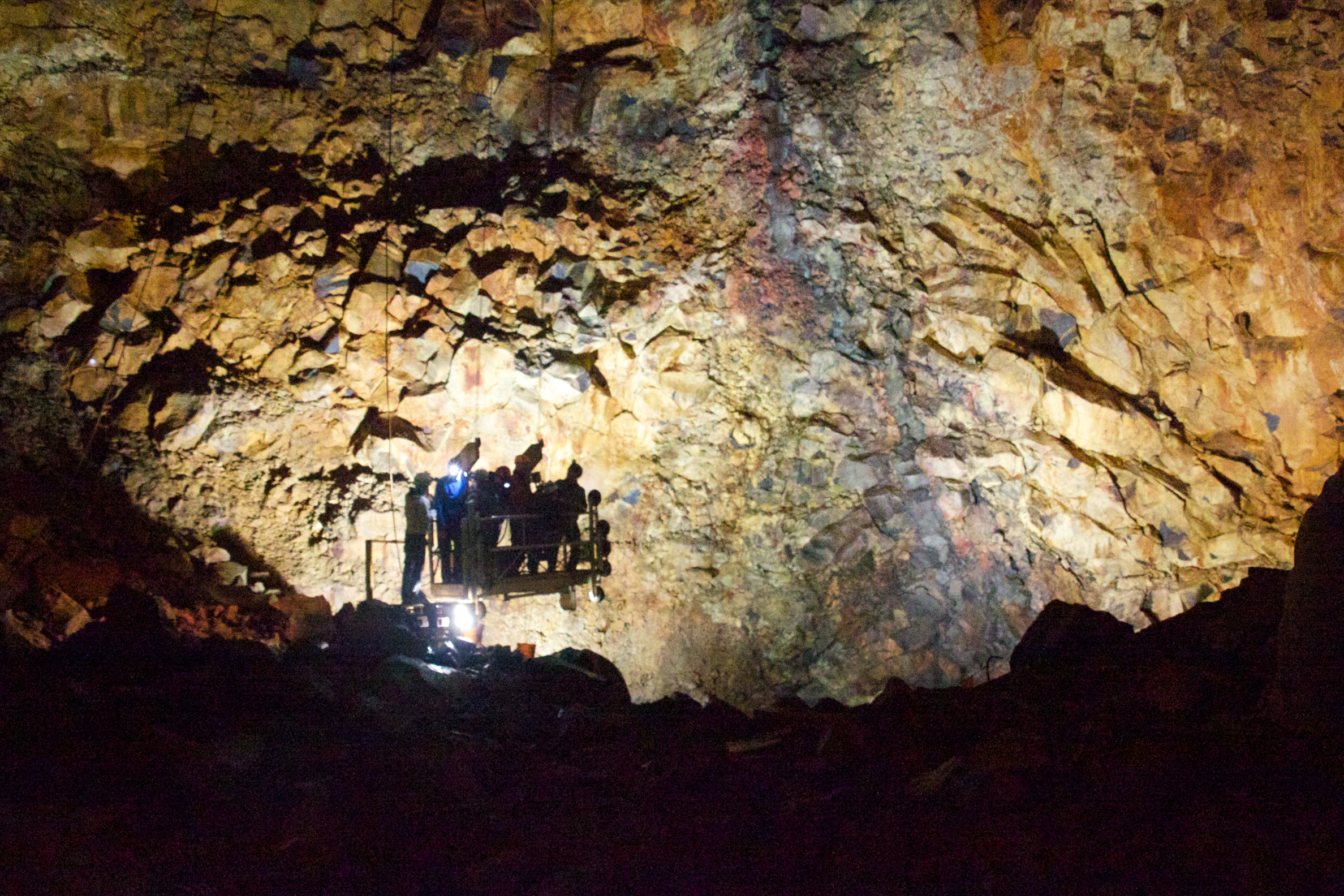
Þríhnúkahellir.

Þríhnúkagígur (Thrihnukagigur) är en vulkan fyra km väster om skidanläggningen Bláfjöll på Island. Þríhnúkagígur räknas som en vilande vulkan och har varit vilande i drygt 4000 år. Det är den enda vulkan i världen där man kan kliva ned i en magmakammare. I och med dess närhet till Reykjavik är vulkanen lättillgänglig för turister. Alla turer ned i vulkanen är guidade och från dess krateröppning hissas man 120 meter ned till botten av magmakammaren.